# Col de Saint-Luzisteig
Le col de Saint-Luzisteig est un col alpin situé à 713 mètres d'altitude dans les Grisons en Suisse.

## Géographie
Le col de Saint-Luzisteig est situé dans le massif de Rätikon dans les Alpes orientales centrales. Il permet de relier Maienfeld en Suisse et Balzers au Liechtenstein sans passer par Sargans (canton de Saint-Gall).

## Histoire
Ce lieu, alors appelé dans les années 1620, en français, « pas de Steig », fut fortifié en 1623 par l'archiduc Léopold et en 1624 par le François marquis de Coeuvres après son passage de vive force, durant la guerre de la Valteline, par les régiments de Normandie, d'Estrées et les régiments suisses de Diesbach, de Schmidt et de Siders. Ce retranchement était alors appelé en allemand « Sant Luci Steig » et en latin « Clivus S. Lucii »,.